# Aerides emericii
Aerides emericii är en orkidéart som beskrevs av Heinrich Gustav Reichenbach. Aerides emericii ingår i släktet Aerides och familjen orkidéer.
Artens utbredningsområde är Nicobarerna. Inga underarter finns listade i Catalogue of Life.